# Aquileo Juárez
Aquileo Juárez fue un militar mexicano que obtuvo varios cargos en el ejército mexicano, y que incluso llegó a ser por dos breves momentos gobernador interino del estado de Tabasco, México.

## Gobernador interino de Tabasco

### Primer período
Desde octubre de 1914 la Revolución Constitucionalista atravesaba por una complicada crisis, originada por la insubordinación del general Francisco Villa. En Tabasco gobernaba el general Carlos Greene Ramírez, cuando el 1 de febrero de 1915 recibió un telegrama del primer jefe del Ejército Constitucionalista y encargado del Poder Ejecutivo de la nación Venustiano Carranza, dándole instrucciones de entregar el gobierno y la Comandancia Militar de Tabasco al coronel Aquileo Juárez, y al mismo tiempo marchar con su ejército al Estado de México para instalar su cuartel general y participar en la campaña contra las fuerzas zapatistas.
De esta forma, el coronel Aquileo Juárez tomó posesión como gobernador interino de Tabasco el 2 de febrero de 1915. Gobernó durante seis meses y 25 días, ya que el 26 de agosto por la tarde, recibió un telegrama enviado por el primer jefe del Ejército Constitucionalista Venustiano Carranza en el que le decía que "Antes de marchar a Querétaro, deseo conferenciar con usted sobre asuntos de su gobierno, por lo que sírvase hacer entrega del gobierno de Tabasco al general Pedro C. Colorado.".
Ante esto, el gobernador Aquileo Juárez decidió salir esa misma noche de la capital del estado embarcándose en el vapor "Clara Ramos" hacia el puerto de Frontera, en donde esperaría la llegada del barco "Tehuantepec" que lo llevaría hacia Veracruz. Antes de salir de la capital de Tabasco, Juárez envió un mensaje al general Pedro C. Colorado quien se encontraba en Huimanguillo informándole de lo ordenado por Carranza indicándole "pasar de inmediato a tomar posesión del Gobierno del Estado, lamentando no poder entregar el mando personalmente".

### Segundo período
El general Pedro C. Colorado tomó posesión de la gubernatura del estado el 28 de agosto de 1915 por la tarde, pero esa misma noche, se rebeló el coronel José Gil Morales quien asesinó al gobernador y se autonombró gobernador Villista de Tabasco. Estando el coronel Aquileo Juárez en el puerto de Frontera, se enteró de los acontecimientos, y se apresuró a enviar telegrama al general Salvador Alvarado, jefe del sector Sureste informándole de lo sucedido en la capital del estado, indicándole Alvarado que esperara en Frontera los refuerzos.
En menos de 24 horas, llegó el general Octaviano Solís quien se trasladó desde Campeche y juntos Solís y Aquileo Juárez, a bordo de los barcos Clara Ramos, Sánchez Mármol y el guardacostas La Ligera remontaron el río Grijalva, llegando a San Juan Bautista el 7 de septiembre, enterándose de que José Gil Morales ya había emprendido la huida hacia Tacotalpa. Ese mismo día recibió el coronel Aquileo Juárez, el Gobierno y la Comandancia Militar que le entregó el mayor César Jiménez Calleja.
Al día siguiente 8 de septiembre, muy temprano, ordenó el general Octaviano Solís, salir a bordo del vapor Sánchez Mármol con suficiente tropa, rumbo a Tacotalpa para perseguir al usurpador José Gil Morales. Entre tanto, el gobernador Aquileo Juárez, envió aviso al general Salvador Alvarado a Mérida, quien movilizó al gobernador de Campeche que llegó con sus tropas a Tabasco entrando por Jonuta y recorriendo el Usumacinta. Lo mismo hizo con el gobernador de Chiapas quien ordenó a su tropa del sector Ixtacomitán se movilizara con 200 hombres por Pichucalco, Palenque y Salto de Agua.
La tropa de Solís y de Aquileo Juárez llegó a Tacotalpa, y en la sierra lograron capturar a José Gil Morales a quien remitieron junto con algunos de sus seguidores a la cárcel de la capital San Juan Bautista.
El 10 de septiembre, llegó a la capital del estado el general Francisco J. Mújica enviado por Venustiano Carranza para hacerse cargo del Gobierno y la Comandancia Militar, por lo que ese mismo día Aquileo Juárez le entregó el gobierno al general michoacano, habiendo gobernado durante solo dos días.